# Kooienburg

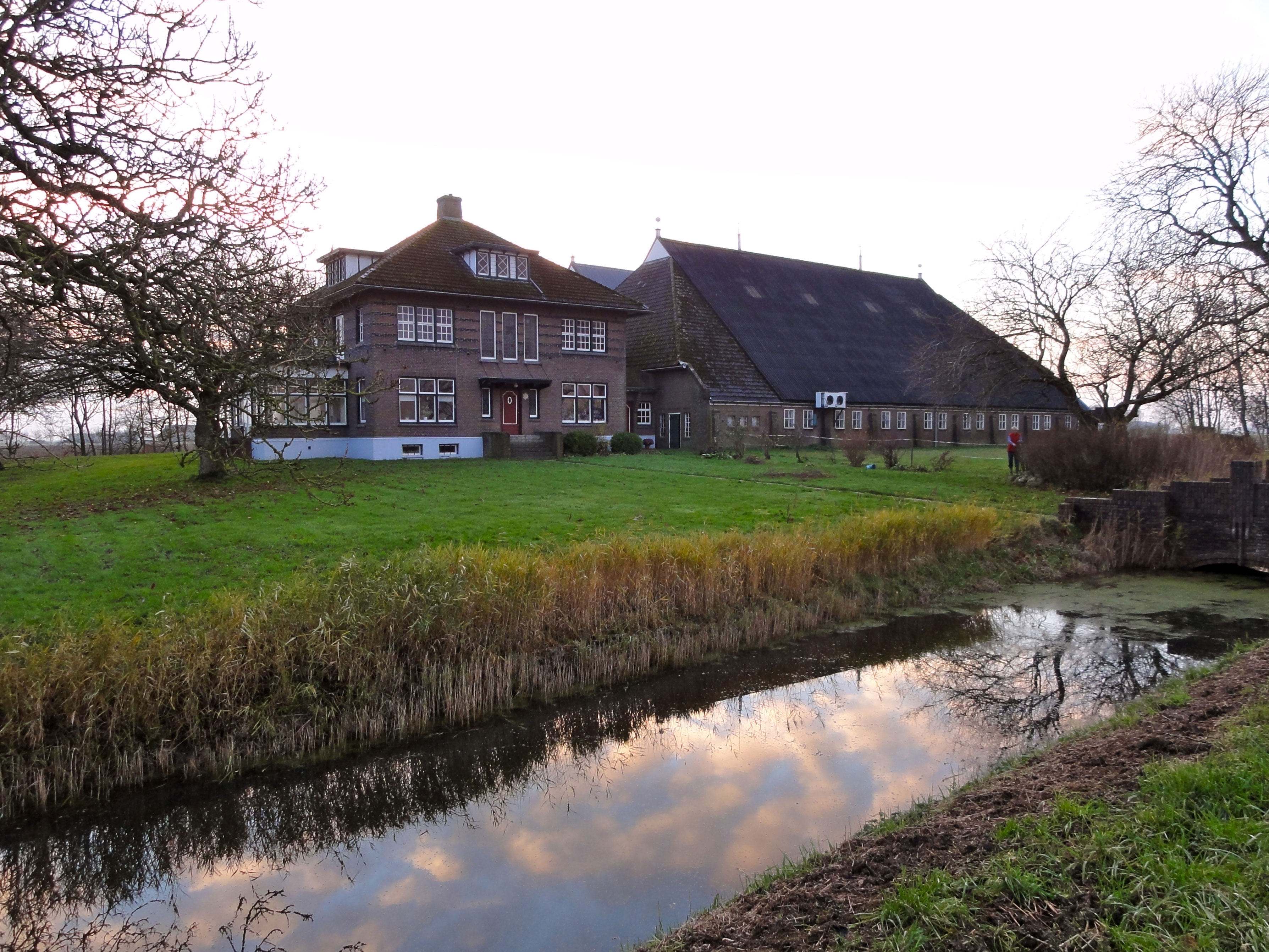
De monumentale boerderij Kooienburg aan de Vlakkeriet 4 in Zuurdijk

De Kooienburg is een monumentale boerderij gelegen aan de Vlakkeriet buiten het Groningse dorp Zuurdijk, tussen Zuurdijk, Niekerk, Ulrum en Leens.

## Geschiedenis

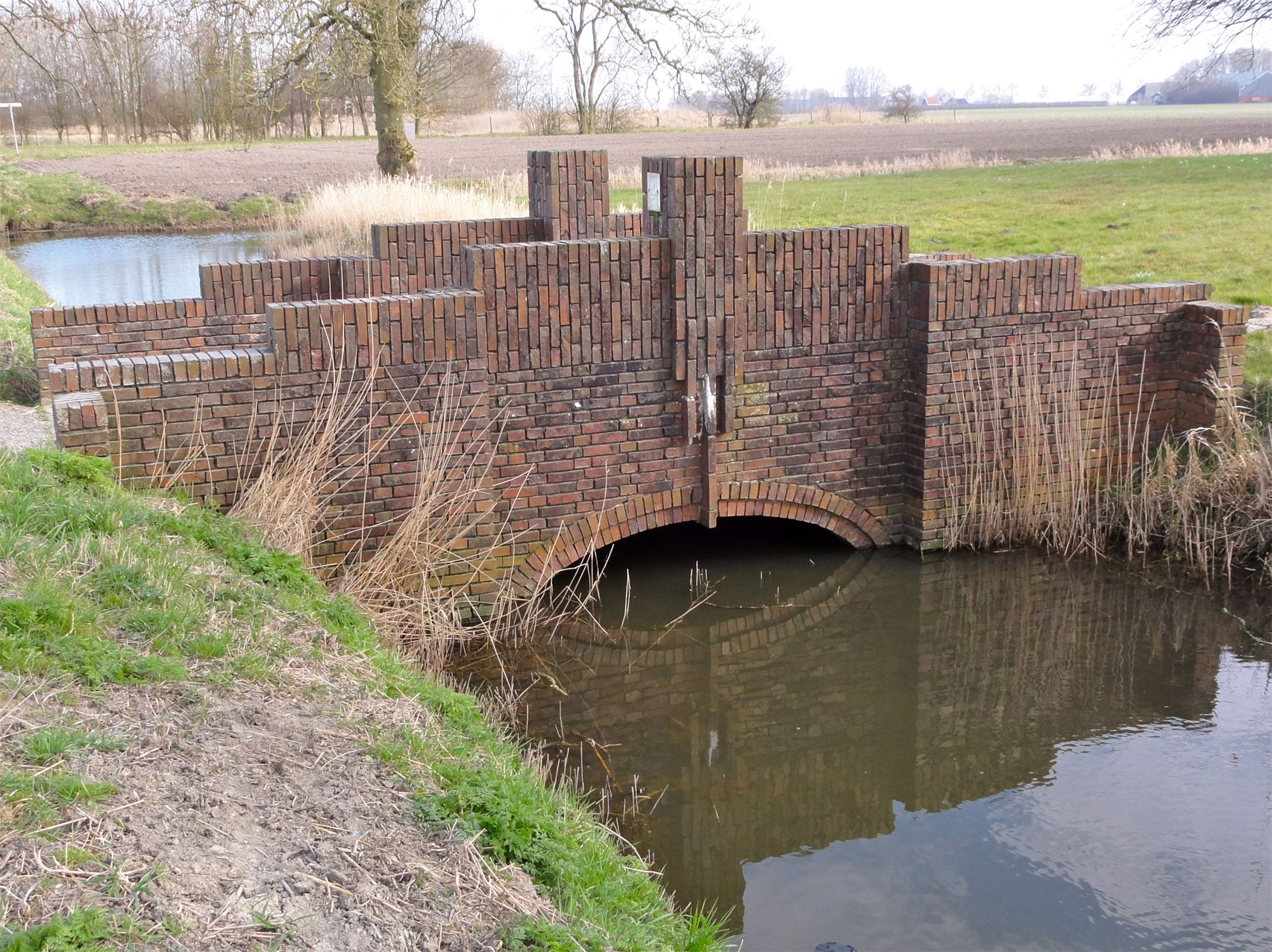
De voetgangersbrug naar de boerderij

In november 1922 ging de oude boerderij Kooienburg van het echtpaar Djurre Siccama en Jantine Toxopeus in vlammen op. De nieuwe Kooienburg werd in 1923 gebouwd naar een ontwerp van de architect Willem Reitsema. Een bijna identieke boerderij werd naar zijn ontwerp gerealiseerd bij Oudedijk; de  Klinkenborgh. De villaboerderij is van het kop-hals-romptype. De kop, het voorhuis, heeft het karakter van een villa. De romp wordt gevormd door een grote driekapsschuur van zeventien meter hoog met een inpandige dienstwoning. Aan de oostzijde van het voorhuis ligt een serre met een plat dak. In het interieur zijn diverse Art decomotieven bewaard gebleven.
De boerderij is onder meer vanwege de hoge esthetische kwaliteit van het gebouw en als voorbeeld van het werk van Reitsma erkend als een rijksmonument. Ook de toegangsbrug naar de boerderij is een rijksmonument. Zowel de bouwstijl van de boerderij als van de bijbehorende voetgangersbrug vertonen kenmerken van de Amsterdamse School.
Ten oosten van de boerderij, op het perceel direct ten oosten van het Zevenbruggenpad met de Vlakkeriet stond vroeger waarschijnlijk een heerd of versterking (gesproken wordt ook wel van een 'borg'). Bij een proefopgraving in 1967 werden hier vele kloostermoppen en middeleeuwse dakpannen gevonden. In 1982 waren er nog resten zichtbaar van de boerderijplaats en een binnengracht en een buitengracht.